# Wurtscheid

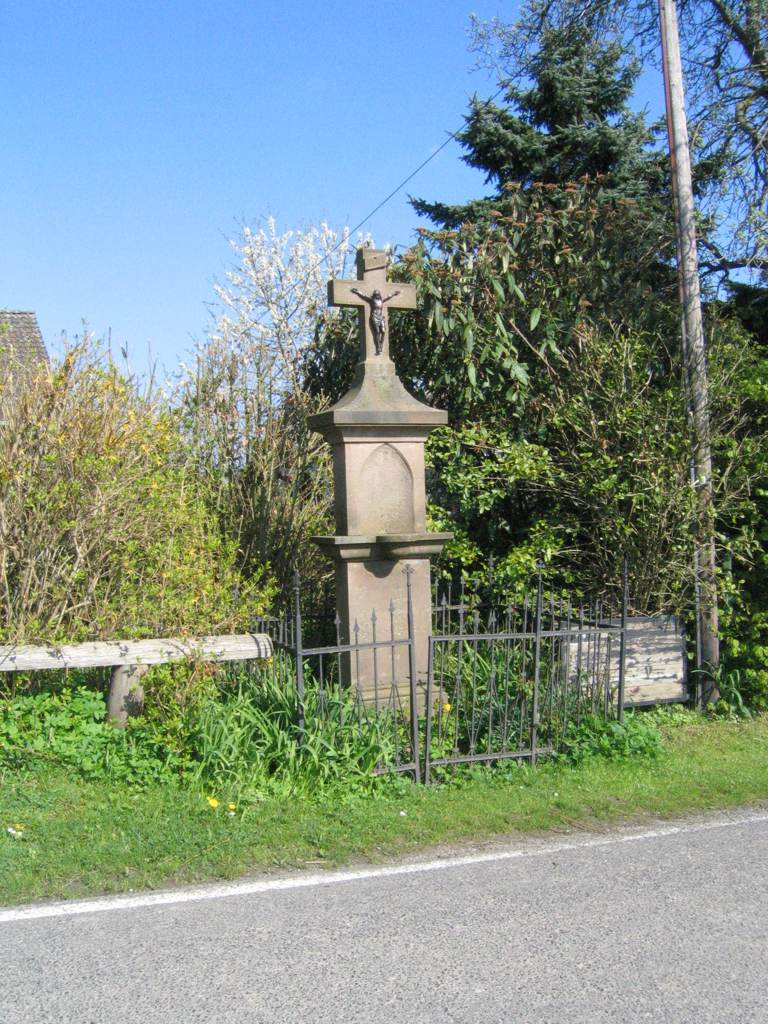
Wegekreuz in Wurtscheid

Der Ort Wurtscheid ist ein Ortsteil der Gemeinde Lindlar, im Oberbergischen Kreis im Regierungsbezirk Köln in Nordrhein-Westfalen (Deutschland).

## Lage und Beschreibung
Wurtscheid liegt zwischen Waldbruch und Vellingen am Bergrücken zum Lennefertal hin. Durch den Ort fließt ein Bach, der in den Lennefer Bach mündet.

## Geschichte
Der Endung des Ortsnamens -scheidt deutet auf einen Grenzsaum hin, und tatsächlich verlief durch Wurtscheid die Grenze der Grundherrschaft Dürscheid zur Grundherrschaft Lindlar. Der Hof entstand vermutlich schon im 10. Jahrhundert, ist jedoch urkundlich erst im Jahre 1470 fassbar. In einer Urkunde wurde der Ort als wurtscheit erwähnt.
Im Mittelalter gehörte der Hof zur Honschaft Stolzenbach im Kirchspiel Lindlar.
1830 wurde in der "Topographisch-Statistischen Beschreibung der Königlich-Preußischen Rheinprovinz" vermerkt: "Wurthscheid mit 46 [Einwohner]".
Die Gemeinde- und Gutbezirksstatistik der Rheinprovinz führt Wurtscheid 1871 mit acht Wohnhäusern und 55 Einwohnern auf.
1932 sollten die Ortschaften Unterheiligenhoven, Klespe, Berg, Stolzenbach, Ellesbach und Wüstenhof von der Elektrizitätsgenossenschaft Overath mit Strom versorgt werden, so der Ratsbeschluss des Gemeinderates der Gemeinde Lindlar.

## Sehenswürdigkeiten
- Kruzifix von 1886
- Sandsteinrelief an einem Haus aus dem 18. Jahrhundert
- Rakenplatte von 1602

## Busverbindungen
Nächste Haltestellen Waldbruch:
- SB42 Lindlar – Immekeppel – Moitzfeld – Bensberg – Refrath – Köln Hbf. (RVK)
- 401 Industriegebiet Klause – Lindlar – Waldbruch – Schmitzhöhe – Hommerich – Kürten Schulzentrum (KWS Schulbus)
- 421 Berg. Gladbach (S) – Bensberg – Moitzfeld – (Herkenrath) – Immekeppel – Schmitzhöhe – Lindlar (RVK, Schulbus)